# Assemblea de Parlamentaris
|  | No s'ha de confondre amb l'assemblea de diputats catalans sortits de les primeres eleccions democràtiques el 1977, vegeu Assemblea de Parlamentaris (1977). |

Assemblea de Parlamentaris fou el nom que va rebre un conjunt de diputats i senadors que s'ajuntaren en diverses ocasions en reunions a Barcelona i Madrid entre el juliol i l'octubre de 1917. Els participants eren sobretot els catalans, però també diversos parlamentaris espanyols. El 1917 l'estat espanyol vivia tres crisis simultànies: una forta crisi econòmica provocada per l'auge de la inflació a causa de la Primera Guerra Mundial; un descontentament de l'exèrcit que exigia canvis interns i un augment salarial; i diverses reivindicacions polítiques (un catalanisme creixent que reclamava autonomia, i el republicanisme que reclamava la fi de l'obsolet sistema bipartidista de torns establert amb la restauració borbònica).

## Precedents
El juny de 1917 el govern de Manuel García Prieto ordenà l'empresonament dels dirigents de les juntes de defensa, però va rebre un ultimàtum de totes les juntes i hagué de dimitir. Hi fou nomenat substitut el conservador Eduardo Dato e Iradier, qui, com que no tenia la majoria parlamentària, tancà les corts alhora que suspenia les garanties constitucionals i instaurava la censura de premsa.

## Les assemblees

### La primera reunió: 5 de juliol
Aleshores els dirigents de la Lliga Regionalista van respondre fent una assemblea de parlamentaris catalans a Barcelona el dia 5 de juliol, en la qual hi van participar els lligaires, els republicans (tant reformistes com radicals) i alguns conservadors. Van aprovar un text que exigia diverses reformes estructurals de l'estat: un règim autonòmic per a Catalunya, la convocatòria d'unes Corts Constituents per refundar l'estat, l'aprovació d'un sistema autonòmic per Espanya, i la resolució dels problemes de l'exèrcit i l'economia. En cas que el govern es negués a reunir de nou les Corts aquella primera assemblea va acordar que en convocarien una altra pel 19 de juliol, també a Barcelona.
La resposta del govern d'Eduardo Dato fou titllar l'assemblea de sediciosa i separatista, i va declarar a Barcelona la llei marcial i la censura de premsa, i els diaris catalanistes i republicans foren clausurats, però es va publicar en publicacions afins d'altres poblacions.

### La segona reunió: 19 de juliol
Així doncs el 19 de juliol, tot i els impediments del govern, es van reunir 68 diputats i senadors (46 d'ells catalans) al palau del parc de la Ciutadella, on es constituïren en assemblea, presidits per Ramon d'Abadal i Calderó (Lliga Regionalista), Hermenegildo Giner de los Ríos (Partit Republicà Radical) i el marquès de Marianao Salvador Samà (liberal autonomista). En canvi les Juntes de Defensa van refusar d'assistir-hi.
Els diputats Melquiades Álvarez, Francesc Cambó, Hermenegildo Giner de los Ríos, Pablo Iglesias, Alejandro Lerroux, Felip Rodés i Baldrich, Josep Roig i Bergadà, i Josep Zulueta presentaren una moció protestant per l'actitud del govern i declarant que era indispensable la convocatòria d'unes corts constituents que emprenguessin la reforma d'Espanya, que fou aprovada per unanimitat. A més a més es van formar tres comissions parlamentàries per a tractar la reforma constitucional de la defensa de l'estat, de l'ensenyament i de la justícia, i dels problemes econòmics i socials. També es demanà autonomia per a les regions i unes eleccions veritablement lliures.
Però durant la reunió va irrompre a la sala la Guàrdia Civil que, després d'un intent dels participants de negociar amb el governador civil, els va obligar a dissoldre's i marxar, enduent-se els parlamentaris d'un a un però de forma pacífica.
A la resta d'Espanya es generaren grups de suport, com el Bloc Assembleista a les Illes Balears.

### Esdeveniments de l'estiu de 1917: la vaga general
La tensió política augmentà quan al mes d'agost esclatà una vaga general revolucionària convocada pels sindicats UGT i CNT. Els parlamentaris esperaven que la protesta obrera prengués la via política per tal de poder pressionar més el govern, però els dirigents sindicals tenien els seus propis plans inspirats en la recent revolució russa. Per altra banda, l'exèrcit simpatitzava amb la reforma però era totalment contrari a les demandes autonomistes i a les reivindicacions obreres, de manera que no sols no es va unir a la protesta general sinó que es va posar a les ordres de Dato: la repressió de la vaga fou molt violenta.
Dato denuncià com a instigadors de la vaga als dirigents de l'Assemblea de Parlamentaris, principalment Francesc Cambó, encara que la CNT va rebutjar mantenir-ne contactes; alhora, la Lliga Regionalista acusava al govern de provocar la vaga per a fer fracassar les reivindicacions de l'Assemblea.

### La tercera reunió: 15-17 d'octubre
Els parlamentaris es reuniren novament, aquest cop a Madrid, entre els dies 15 i 17 d'octubre per aprovar un nou programa sobre les reformes que necessitava l'estat espanyol. Demanaven concretament una reforma política total: separació de poders, autonomia regional i municipal, sobirania de l'estat i reforma democràtica de l'exèrcit.

### La dimissió de Dato, la quarta reunió del 30 d'octubre i la fi de l'alternança bipartidista
Sentint-se assetjat pels nombrosos problemes estructurals espanyols i el creixement dels opositors al seu govern, Dato va dimitir pocs dies després, el 27 d'octubre de 1917. Tot el sistema de la Restauració estava en perill d'ensulsiada.
Després de moltes consultes i negociacions, i després d'una quarta reunió de parlamentaris el dia 30, el rei Alfons XIII va proposar un inusual govern de concentració nacional que, presidit per Manuel García Prieto, integraria no només els liberals i els conservadors sinó també els regionalistes catalans (Joan Ventosa com a ministre d'Hisenda i Felip Rodés com a ministre d'Instrucció Pública). El nou govern es constituí immediatament el 3 de novembre, acabant amb la llarga tradició de l'alternança dels partits liberal i conservador que s'havia establert el 1874 amb la Restauració borbònica, un dels objectius de la Lliga.
Tot i que Francesc Cambó havia promès que no donaria suport a cap govern que no assumís els acords de l'Assemblea, els dirigents de la Lliga Regionalista finalment optaren per recolzar l'estat atemorits per una possible revolució obrerista. Cambó va entrevistar-se amb el rei Alfons XIII i conscient que l'exèrcit estava en contra de les reivindicacions de l'Assemblea, va acabar acceptant que la Lliga participés en aquell govern.